# Pačetin
Pačetin is een plaats in de gemeente Trpinja in de Kroatische provincie Vukovar-Srijem. De plaats telt 668 inwoners (2001).